# Short track al XIV Festival olimpico invernale della gioventù europea
Le gare di Short track del XIV Festival olimpico invernale della gioventù europea si sono svolte dall'11 al 15 febbraio 2019 al Skenderija di Sarajevo in Bosnia and Herzegovina.

## Programma
| Data             | Ora(UTC+1) | Evento                 |
| ---------------- | ---------- | ---------------------- |
| 11 febbraio 2019 | 10:05      | Ragazze 1500 m         |
| 11 febbraio 2019 | 10:05      | Ragazzi 1500 m         |
| 11 febbraio 2019 | 12:40      | Staffetta mista 3000 m |
| 12 febbraio 2019 | 10:05      | Ragazze 500 m          |
| 12 febbraio 2019 | 10:05      | Ragazzi 500 m          |
| 12 febbraio 2019 | 12:35      | Staffetta mista 3000 m |
| 15 febbraio 2019 | 11:05      | Ragazzi 1000 m         |
| 15 febbraio 2019 | 11:05      | Ragazzi 1000 m         |
| 15 febbraio 2019 | 14:05      | Staffetta mista 3000 m |

## Podi

### Ragazzi
| Evento            | Oro                | Tempo    | Argento           | Tempo    | Bronzo           | Tempo    |
| 500 m (dettagli)  | Mateusz Krzemiński | 42"446   | Furkan Akar       | 42"577   | Balázs Bontovics | 54"129   |
| 1000 m (dettagli) | Attila Talabos     | 1'36"676 | Vladimir Balbekov | 1'37"073 | Balázs Bontovics | 1'37"436 |
| 1500 m (dettagli) | Attila Talabos     | 2'24"975 | Vladimir Balbekov | 2'25"074 | Furkan Akar      | 2'25"331 |

### Ragazze
| Evento            | Oro              | Tempo    | Argento         | Tempo    | Bronzo             | Tempo    |
| 500 m (dettagli)  | Petra Rusnáková  | 44"804   | Lucia Filipová  | 45"045   | Magdalena Zych     | 45"157   |
| 1000 m (dettagli) | Petra Rusnáková  | 1'38"566 | Chiara Betti    | 1'39"662 | Yana Dambrouskaya  | 2'10"698 |
| 1500 m (dettagli) | Elisa Confortola | 2'39"258 | Petra Rusnáková | 2'39"283 | Michelle Velzeboer | 2'40"240 |

### Misti
| Evento                            | Oro                                                                   | Tempo    | Argento                                                                      | Tempo    | Bronzo                                                                                       | Tempo    |
| Staffetta mista 3000 m (dettagli) | Ungheria Barbara Samogyi Fanni Dobrán Balázs Bontovics Attila Talabos | 4'18"084 | Polonia Hanna Sokołowska Magdalena Zych Mateusz Krzemiński Mateusz Mikołajuk | 4'18"168 | Paesi Bassi Yael Luna Prenger Michelle Catharina Velzeboer Peter Zeno De Boer Jesse Speijers | 4'23"290 |

## Medagliere
| Pos.   | Paese       | Oro | Argento | Bronzo | Totale |
| ------ | ----------- | --- | ------- | ------ | ------ |
| 1.     | Ungheria    | 3   | 0       | 2      | 5      |
| 2.     | Slovacchia  | 2   | 2       | 0      | 4      |
| 3.     | Polonia     | 1   | 1       | 1      | 3      |
| 4.     | Italia      | 1   | 1       | 0      | 2      |
| 5.     | Russia      | 0   | 2       | 0      | 2      |
| 6.     | Turchia     | 0   | 1       | 1      | 2      |
| 7.     | Paesi Bassi | 0   | 0       | 2      | 2      |
| 8.     | Bielorussia | 0   | 0       | 1      | 1      |
| Totale | Totale      | 7   | 7       | 7      | 21     |